# Minuartia hamata
Espèce
Synonymes
- Alsine hispanica (L.) Fenzl[1]
- Minuartia hispanica (L.) M.Laínz[1]
- Queria hispanica L.[1]
- Scleranthus hamatus Hausskn.[1]

Minuartia hamata est une espèce végétale de la famille des Caryophyllaceae. C'est une petite plante annuelle herbacée que l'on rencontre sur les montagnes méditerranéennes, notamment en Espagne, en Iran et au nord de l'Altaï,. 

## Description
Minuartia hamata est une plante herbacée glanduleuse et couverte de poils fins, qui pousse près du sol. Elle a un cycle annuel. La floraison a lieu d'avril à juillet.
Les feuilles de quelques millimètres de large sont opposées, raides et grêles. L'inflorescence est sphérique et les fleurs blanchâtres à pétales insignifiants, avec des bractées et des sépales durcis et incurvés (d'où le nom de l'espèce). Le fruit est une petite capsule de 2 mm qui enferme une graine unique.

## Habitat
On la rencontre dans les pâturages secs de plantes annuelles, sur terrain calcaire.

## Classification  et nomenclature
L'épithète spécifique, hamata, signifie crochu.
Décrite initialement par Linné comme Queria hispanica en 1753, puis en 1891 par les botanistes allemands Heinrich Carl Haussknecht (1838-1903) et Joseph Friedrich Nicolaus Bornmüller (1862-1948) sous le basionyme de Scleranthus hamatus, cette espèce a été transférée en 1921 dans le genre Minuartia, sous le nom de Minuartia hamata, par Johannes Mattfeld (1895-1951), l'épithète hispanica ayant déjà été attribuée à une autre espèce de Minuartia par Linné.